# 萊子坑
萊子坑，原寫為萊仔坑，是臺灣高雄市內門區的一個傳統地域名稱，位於該區東部偏北。相較於今日行政區，其範圍大致包括永富里、石坑里北部不含最北端、永吉里不含西北部、永興里不含西北部邊界地帶、溝坪里東南部。
本地區境內主要聚落為萊仔藔、大埔、白樹林、浸水藔、田螺堀、市仔尾藔、無尾崙、石門坑、埤後、頭邦崁、藤坑，設有景義國小。

## 歷史
台灣日治初期，萊子坑地區為一街庄，稱為「萊仔坑庄」（舊制街庄），隸屬於羅漢外門里。該庄昔日北與溝坪庄為鄰，東邊北段與山杉林庄為鄰，東邊中至南段及南邊與圓潭仔庄為鄰，西邊為東勢埔庄、木柵庄。
1901年（日治明治三十四年）11月11日，全台廢縣廳改設二十廳，該庄隸屬於蕃薯藔廳。1904年（明治三十七年）2月16日，該庄編入「溝坪區」，隸屬於蕃薯藔廳。1909年（明治四十二年）10月25日，全台合併二十廳為十二廳，溝坪區改隸屬於阿緱廳。1920年（大正九年）10月1日，全台地方制度大改正，廢十二廳改設五州二廳，該庄改制並雅化為「萊子坑」大字，隸屬於高雄州旗山郡內門庄（新制街庄）。
戰後內門庄改制為內門鄉，隸屬於高雄縣，大字亦改制為村。1950年（民國39年）10月1日，高、屏分治，內門鄉仍隸屬於高雄縣。2010年（民國99年）12月25日，高雄縣、市合併為直轄高雄市，內門鄉改制為內門區，村亦改制為里。

## 聚落
本地區發展較早的聚落為萊仔藔、大埔、白樹林、浸水藔、田螺堀、市仔尾藔、無尾崙、石門坑、埤後、頭邦崁、藤坑，在日治初期的官方地圖上已有記載。

## 交通
區道高112線是萊仔坑至中隘的道路，其西側端點（起點）位於本地區中南部的區道高117線路口。
區道高114線是外石門至大林的道路，其西側端點（起點）位於本地區西北部的區道高121線路口，由此向東南東蜿蜒而行，會經過本地區的田螺堀聚落。該道路在本地區的部分路段與區道高117線共線。
區道高117線是金瓜寮（實際起點在茄苳湖）至口隘的道路，經過本地區的田螺堀、白樹林、萊仔藔、大埔等聚落。該道路在本地區的部分路段與區道高114線共線。
區道高121線是溝坪至內門的道路，經過本地區西北部的石門坑聚落。

## 學校
- 景義國小

## 公務機關
- 高雄市政府警察局旗山分局溝坪派出所